# Francistown City
Francistown City est un sous-district du Botswana.